# Rentzschmühle
Rentzschmühle ist eine zur Gemeinde Pöhl im Vogtlandkreis (Freistaat Sachsen) gehörige Siedlung an der Weißen Elster. Der Ort an der Grenze zwischen Sachsen und Thüringen hat 43 Einwohner in 19 Häusern (Stand: 2008). Der Großteil der Siedlung liegt in der Flur der einst selbstständigen Gemeinde Ruppertsgrün, die am 1. Januar 1994 mit den Gemeinden Jocketa, Helmsgrün, Möschwitz und Herlasgrün zur neuen Gemeinde Pöhl zusammengeschlossen wurde.

## Geografie

### Lage
Rentzschmühle liegt an einer ehemaligen Furt über die Weiße Elster am Ausgang des Landschaftsschutzgebietes Steinicht, wo die Wege von Cossengrün und Ruppertsgrün ins Tal hinabführen. Die Siedlung befindet sich im Nordwesten der Gemeinde Pöhl im Zentrum des Naturraumes Vogtland (Vogtländische Schweiz) im sächsischen Teil des historischen Vogtlands. Die Siedlung liegt in der Flur von vier verschiedenen Orten. Der Hauptteil mit den meisten Häusern östlich der Weißen Elster liegt in der Ruppertsgrüner Flur. Nur wenige Häuser am Rentzschmühlenbächel befinden sich in der Liebauer Flur. Die Häuser westlich der Weißen Elster mit dem Bahnhof Rentzschmühle liegen hingegen in der Flur von Trieb. Das der Rentzschmühle gegenüber, am westlichen Ufer der Weißen Elster gelegene „Lochhaus“ ist thüringisch und die zweitälteste Siedlung in diesem Winkel. Seinen Namen hat es von dem „Lohe“-bewachsenen Grund. Dieses gehört zum Greizer Ortsteil Cossengrün, im Thüringer Vogtland.

### Nachbarorte
|       | Cossengrün                                  | Ruppertsgrün |
| Trieb | Kompassrose, die auf Nachbargemeinden zeigt |              |
|       |                                             | Liebau       |

## Geschichte
Rentzschmühle ist keine einheitliche Gemeinde, sondern eine Siedlung, die zu zwei Ländern (Sachsen und Thüringen), drei Kirchspielen Ruppertsgrün, Steinsdorf, Schönbach und vier Gemeinden (Ruppertsgrün, Cossengrün, Trieb und Liebau) gehörte. Die Bewohner von Rentzschmühle konnten dieser Verhältnisse wegen dreimal im Jahr Kirmes feiern, zumal auch die dazu nötigen Einkehrstätten in jedem Ortsteil nicht fehlten.

### Geschichte der Mühle bis ins 16. Jahrhundert
Als ältestes Gebäude dieses Talgrundes kann wohl ohne Zweifel die Rentzschmühle gelten. Im Jahre 1441 erscheint sie urkundlich als Mühle an der Weißen Elster unter Liebau. 1464 tritt der Name Rentzschmühle erstmals in Verbindung mit Ruppertsgrün auf. Aus dem Türkensteuerregister (Reichstürkenhilfe) von 1521 (Reichstag zu Worms) erfahren wir einiges über ihren Wert, denn dort heißt es: „Erhart Rentzschmüller, hat sein mul geschätzt umb sibenhundert gulden, al sein vhie- nämlich 9 Kühe umb 29 Gulden.“ Diese Angaben deuten auf einen verhältnismäßig großen Betrieb hin, zumal auch drei Knechte und drei Mägde darin beschäftigt waren.
1562 wurde die Rentzschmühle persönliches Eigentum des Herren Georg von Dölau aus Ruppertsgrün (Reußen von Plauen zu Greiz), die sie immer leistungsfähiger zu gestalten versuchten. Sie hatte schließlich sieben Gänge und galt als eine der kunstreichsten Mühlen im Vogtland. Neben der Mühle bauten die von Dölau wohl um 1620 eine Art Herrenhaus, das im Inneren „kostbar“ ausgestattet gewesen sein soll, und das sogenannte „Waschhäusel vorm oberen Thor“, worin wahrscheinlich das Gesinde der Rittergutsfamilie wohnte. Die Grundherrschaft über Rentzschmühle lag um 1583 beim Rittergut Liebau.

### 17. und 18. Jahrhundert
Der rege Mühlenbetrieb machte schon kurz nach 1600 eine Brücke notwendig, als deren Erbauer Joachim von Dölau angesehen werden muss. 1632 erfolgte der Rückschlag im Dreißigjährigen Krieg. Die „Holkschen Scharen“ (Heinrich von Holk 1599–1633), die auf Geheiß Wallensteins eingefallen waren, fanden den Zugang zu diesem stillen Talgrund, plünderten Herrenhaus und Mühle und zerstörten die Brücke. Der Not der Zeit entsprechend wurde das Herrenhaus gar nicht, alles andere aber in einfacher Weise wieder aufgebaut. An die Stelle der Brücke trat ein Steg, der auf einem steinernen Pfeiler ruhte und an seinen Enden durch Holzstreben gestützt war.
1796 planten die Rittergutsbesitzer von Ruppertsgrün und Liebau den Bau einer geschlossenen Brücke, anstatt der bisherigen, und suchten die kurfürstliche Erlaubnis nach, einen Brückenzoll zu erheben, der Verzinsung und Tilgung des aufgewendeten Kapitals gestattet. Da sich jedoch Schwierigkeiten wegen der Gleitstelle in Steinsdorf ergaben, wurde diese Planung anscheinend nicht weiter verfolgt. Die heutige Brücke stammt aus der Zeit des Eisenbahnstreckenbaus (1870), die jedoch 1999, am Flusskilometer 176,7 für 1,2 Millionen DM neu gebaut wurde.

### 19. Jahrhundert
Die Rentzschmühle hatte eine Zeitlang auch bergbauliche Bedeutung. 1856 erwarb der Bergarbeiter Hartmann aus Pöhl das Recht, an der „Mühlleiten“ nach Eisen zu schürfen. Mit Hilfe der kapitalkräftigen Königin-Marien-Hütte in Cainsdorf bei Zwickau wurde zwei Jahre später die Hartmanns-Fundgrube ins Leben gerufen und ein Stollen 60 Meter tief ins Gestein getrieben. 1861 und 1870 wurden weitere Stollen angelegt. In ihrer Blüte wurden in der Hartmann-Fundgrube 26 Arbeiter beschäftigt, die jährliche Ausbeute an Eisenerz schwankte zwischen 512 Zentnern im Jahre 1858 und 29.000 Zentnern im Jahre 1872. 1879 wurde das Bergwerk stillgelegt.
Die Siedlung Rentzschmühle in der Flur von Ruppertsgrün lag bis 1856 im kursächsischen bzw. königlich-sächsischen Amt Plauen. 1856 wurde die Siedlung dem Gerichtsamt Elsterberg und 1875 der Amtshauptmannschaft Plauen angegliedert. Die Rentzschmühle war ursprünglich Mahl-, Schneide-, Walk- und Ölmühle. Nach 1870 wurde die Ölmühle niedergelegt und an ihrer Stelle eine Pappenfabrik errichtet. Ein Brand von 1882 konnte diesen Betrieb nur vorübergehend stören. Ein Hochwasser im November 1898 überschwemmte den Talgrund. Die Produktion wurde jedoch nicht eingestellt.
Mit der Eröffnung der Bahnstrecke Gera Süd–Weischlitz (Elstertalbahn) erhielt Rentzschmühle am 8. September 1875 eine Station für Personen- und Güterverkehr. Das Bahnhofsgebäude am Westufer der Weißen Elster in der Flur von Trieb wurde am 1. Mai 1905 dem Betrieb übergeben.

### 20. Jahrhundert bis zur Gegenwart
In Rentzschmühle gab es bis etwa 1953 vier Gastwirtschaften, nämlich das Hotel Steinicht, 1876/77 von der Familie May erbaut (1963 bis 1993 Ferienheim und Kinderferienlager der Leipziger Verkehrsbetriebe «LVB», auf Ansichtskarten auch als „VEB Kombinat Verkehrsbetriebe der Stadt Leipzig“ bezeichnet), das Lochhaus, gelegen vor der Steinbrucheinfahrt der Grünsteinwerke und im Jahr 1973 abgerissen, Bauers Gastwirtschaft gegenüber der Rentzschmühle und die ehemalige Gondelstation, die später Poststelle wurde und heute als Wohnhaus genutzt wird.
Durch die zweite Kreisreform in der DDR kam die Gemeinde Ruppertsgrün, zu der Rentzschmühle gehörte, im Jahr 1952 zum Kreis Plauen-Land im Bezirk Chemnitz (1953 in Bezirk Karl-Marx-Stadt umbenannt), der ab 1990 als sächsischer „Landkreis Plauen“ fortgeführt wurde und 1996 im Vogtlandkreis aufging.
Im Juni 1954 wurde die Rentzschmühle ein zweites Mal von einem Hochwasser getroffen, wovon sich der Betrieb kaum erholte. 1960 wurde die Produktion von Pappe eingestellt. Herr Hans Wegel aus Plauen produzierte ab 1961 Filter, Schuhsohlen und Schnellhefter. Eine Übernahme durch den VEB Zwönitz erfolgte bis 1987. Ein Jahr später ging die Produktionsstätte über zum VEB Wärmegerätewerk unter der Leitung von Herrn Dieter Ehrler aus Rentzschmühle. Bis 1990 wurden Teile für Elektroherde produziert. 1991 wurde der Betrieb stillgelegt. 1992 erfolgte ein Besitzerwechsel. Herr Frank Finger aus Werdau (Sachsen) eröffnete ein Gasthaus mit Ferienwohnung. Bis 2004 wurde der Gaststättenbetrieb mit Zimmervermietung unterhalten. Im Frühjahr 2008 erfolgte ein erneuter Besitzerwechsel mit der Nutzung als Wohnhaus für dieses Grundstück.
Die Gemeinde Ruppertsgrün mit ihren Ortsteilen Rentzschmühle, Liebau und Christgrün schloss sich im Zuge der Gemeindereform im Freistaat Sachsen am 1. Januar 1994 mit den Gemeinden Helmsgrün, Herlasgrün, Jocketa und Möschwitz zur neuen Gemeinde Pöhl zusammen.

## Verkehr

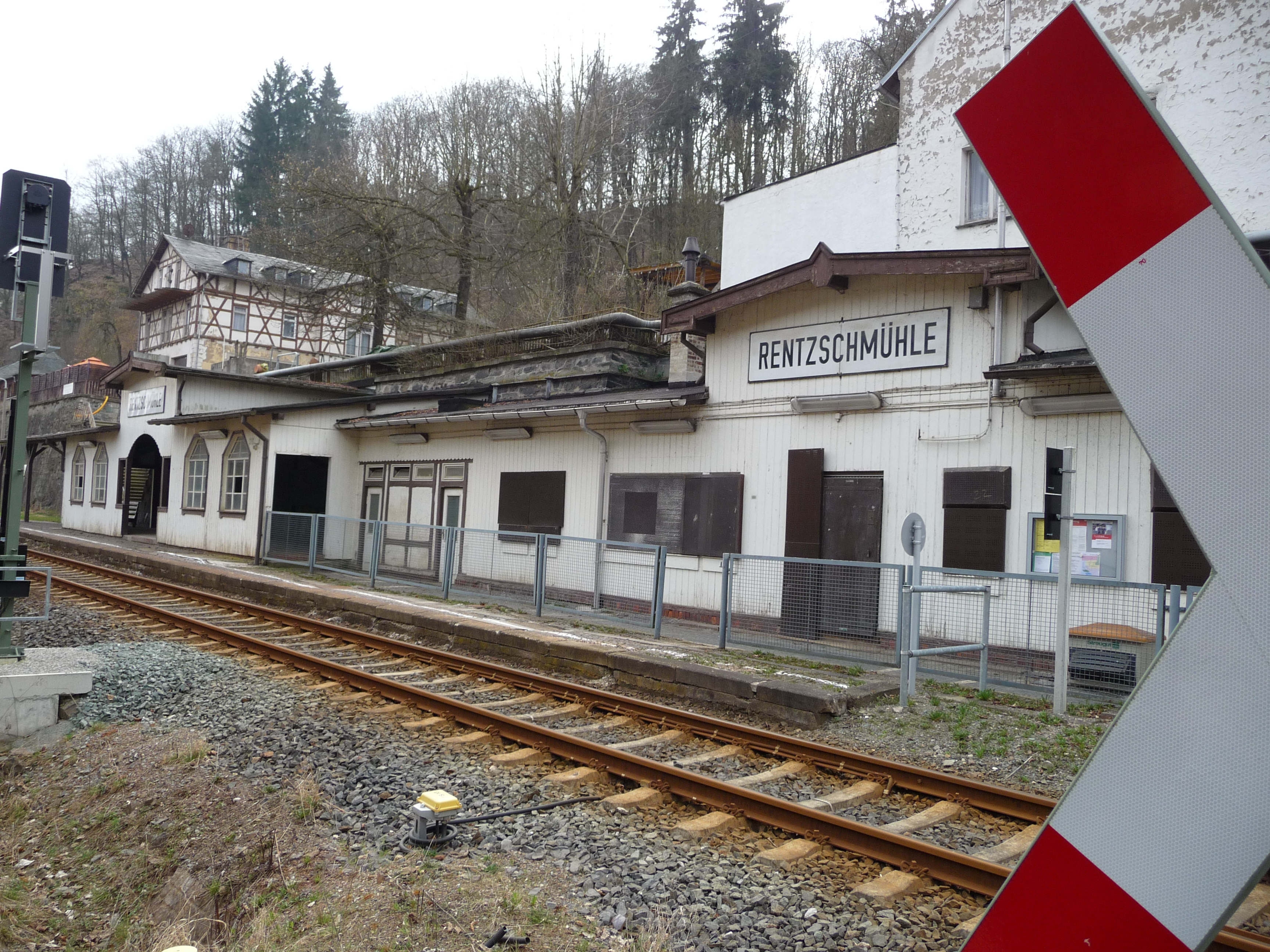
Bahnhof in Rentzschmühle

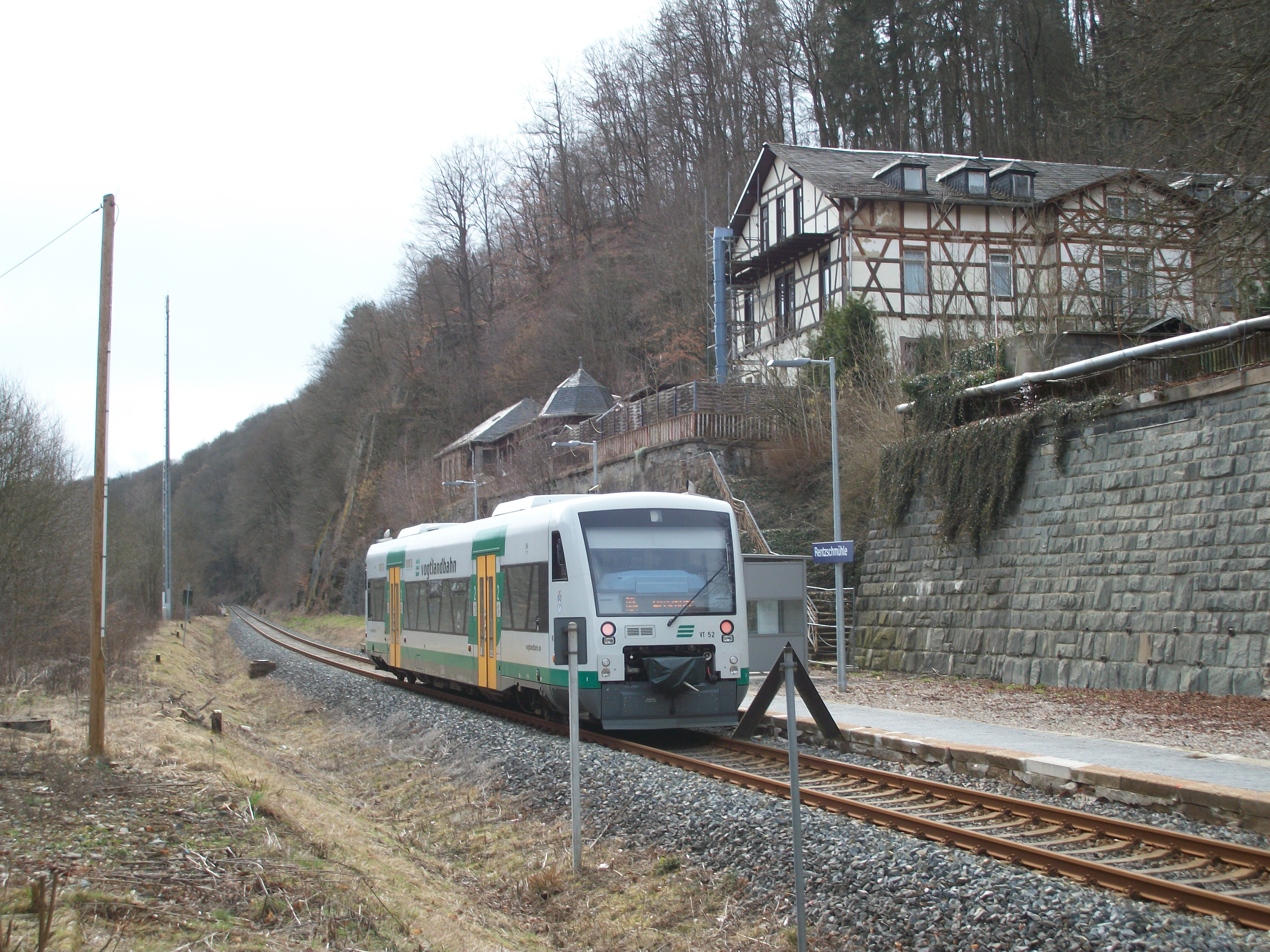
Bahnhof Rentzschmühle nach Abriss des Empfangsgebäudes (2019)

Die durch Rentzschmühle verlaufende Bahnstrecke Gera Süd–Weischlitz (Elstertalbahn) (KBS 541) von Gera Süd über Weischlitz in Richtung Cheb wurde am 8. September 1875 für Personen- und Güterverkehr eröffnet, das Bahnhofsgebäude am Streckenkilometer 40,711 wurde am 1. Mai 1905 dem Betrieb übergeben.
Im Ortsbereich befindet sich am km 39,7 der kurze Steinichttunnel, auch Rentzschmühler Tunnel genannt, die Strecke wird von der Vogtlandbahn als RB4 bedient.
In der Nähe des Diabasbruches an der Eisenbahnbrücke verunglückte am 27. Juni 1960 ein Schnelltriebwagen der DR-Baureihe VT 18.16 bzw. BR 175 als Zug Karlex auf seinem Weg zwischen der Tschechoslowakei und der DDR.
Die historische hölzerne Wartehalle des Bahnhofs Rentzschmühle wurde im Mai 2018 abgerissen und durch ein deutlich kleineres modernes Wartehaus ersetzt.